# Platt Adams
Platt Adams (né le 23 mars 1885 à Belleville et mort le 27 février 1961 à Normandy Beach (en)) est un athlète américain spécialiste du saut en longueur sans élan et avec élan, du lancer de disque, du saut en hauteur sans élan et avec élan et du triple saut. Il est le frère de Benjamin Adams.

## Biographie
Adams est né à Belleville, dans le New Jersey. Il avait un frère, Ben Adams, également athlète olympique. En 1908, il termina cinquième au concours de triple saut ainsi qu'à l'épreuve de saut en hauteur. Dans l'épreuve de saut en longueur, il a terminé sixième. Il a également participé à l'épreuve du lancer du disque et au concours du disque grec, mais son résultat dans ces deux épreuves n'est pas connu.
Quatre ans plus tard, il remporte la médaille d'or au saut en hauteur debout et la médaille d'argent au saut en longueur debout. En 1912, il termine également cinquième du concours de triple saut et 23e du concours de saut en hauteur. Lors de ces mêmes Jeux olympiques, il participa à l'épreuve de baseball qui était organisée en tant que sport de démonstration.
En janvier 1915, la Metropolitan Association of the Amateur Athletic Union déclara Adams non coupable de professionnalisme, d'avoir vendu un prix ou accepté de l'argent en échange d'une médaille en violation de son statut d'amateur, en relation avec une allégation selon laquelle Adams avait échangé un trophée qu'il avait reçu lors d'un saut d'exhibition en échange d'épingles.
Résident de South Orange, Adams siégeait à l'Assemblée générale du New Jersey lorsqu'il a été nommé inspecteur en chef de la boxe de l'État en mars 1923.
Il est décédé à son domicile dans le quartier de Normandy Beach à Toms River, dans le New Jersey, le 27 février 1961,.

## Palmarès
| Date | Compétition                   | Lieu      | Résultat | Épreuve                    |
| ---- | ----------------------------- | --------- | -------- | -------------------------- |
| 1908 | Jeux olympiques d'été de 1908 | Londres   | 5e       | Triple saut                |
| 1908 | Jeux olympiques d'été de 1908 | Londres   | 5e       | Saut en hauteur sans élan  |
| 1908 | Jeux olympiques d'été de 1908 | Londres   | 6e       | Saut en longueur sans élan |
| 1908 | Jeux olympiques d'été de 1908 | Londres   | 5e       | Triple saut                |
| 1912 | Jeux olympiques d'été de 1912 | Stockholm | 1er      | Saut en hauteur sans élan  |
| 1912 | Jeux olympiques d'été de 1912 | Stockholm | 2e       | Saut en longueur sans élan |
| 1912 | Jeux olympiques d'été de 1912 | Stockholm | 5e       | Triple saut                |
| 1912 | Jeux olympiques d'été de 1912 | Stockholm | 23e      | Saut en hauteur            |